# Mellicta teriolensis
Mellicta teriolensis är en fjärilsart som beskrevs av Wagner 1912. Mellicta teriolensis ingår i släktet Mellicta och familjen praktfjärilar. Inga underarter finns listade i Catalogue of Life.